# دانشگاه صنعتی کرمانشاه
دانشگاه صنعتی کرمانشاه یکی از دانشگاه‌های دولتی و صنعتی ایران است که در شهر کرمانشاه قرار دارد. این دانشگاه از بهمن سال ۱۳۸۶ با پذیرش ۱۳۰ دانشجو در دو رشته مهندسی برق و مهندسی شیمی فعالیت خود را آغاز کرد.

## تاریخچهٔ دانشگاه
بحث تأسیس دانشگاه صنعتی در کرمانشاه از سال ۱۳۸۳ مطرح شد. پروژۀ ساختمان دانشگاه صنعتی کرمانشاه در سال ۱۳۸۳ تصویب شده‌بود و این دانشگاه با تأخیر سه ساله از سال ۱۳۸۶ در حالی اقدام به زدن کلنگ ساختمان و همزمان پذیرش دانشجو کرد که ساختمانی که برای آن در نظر گرفته شده‌بود تنها یک فونداسیون در مکان پردیس دانشکدۀ کشاورزی بود که مدت‌ها به صورت نیمه‌تمام رها شده‌بود. در تاریخ ۱۹ بهمن ۱۳۸۷ عبدالحمید پاپ‌زن که پیشتر دانشیار دانشکده کشاورزی دانشگاه رازی و عضو مرکز پژوهشی تحقیقات توسعه اقتصادی–اجتماعی آن دانشگاه بود از سوی وزیر علوم، تحقیقات و فناوری مسئول راه‌اندازی دانشگاه صنعتی کرمانشاه شد. از زمان آغاز پذیرش دانشجو به مدت ۲۰ ماه کلاس‌های دانشگاه صنعتی در مکان دانشکدۀ علوم دانشگاه رازی برگزار می‌شد. از سال ۱۳۸۸ کلاس‌های این دانشگاه در بخشی از ساختمان سابق سازمان ملی جوانان در شهرک صدرا در حالی تشکیل می‌شد که در بخش دیگر آن شورای هماهنگی مبارزه با مواد مخدر مستقر بود. پس از مدتی کل ساختمان در اختیار دانشگاه صنعتی قرار گرفت و از سال ۱۳۸۹ ساختمان دیگری نیز  با عنوان دانشکدۀ انرژی در فاصلۀ حدود ۶۰۰ متری ساختمان اصلی اداری اجاره شد. به تدریج دو ساختمان استیجاری دیگر نیز با عنوان ساختمان پژوهش و ساختمان گروه IT و سخت افزار به این مجموعه اضافه شد که همگی در ابتدای شهرک صدرا تا قبل از میدان شهرک پردیس قرار داشتند. در این میان عبدالحمید پاپ‌زن که مسئولیت راه‌اندازی دانشگاه را بر عهده داشت در ۳۰ آبان ۱۳۹۰ استغفا داد و به کشور آلمان مهاجرت کرد. در آغاز سال تحصیلی ۱۳۹۳ دانشگاه صنعتی کرمانشاه از حدود ۱۰ هزار متر فضای استیجاری تشکیل می‌شد و ساختمان اصلی دانشگاه همچنان در حال ساخت بود. از سال ۱۳۹۵ برگزاری کلاس‌ها به ساختمان جدید دانشگاه در بزرگراه امام خمینی جنب دانشکدۀ کشاورزی منتقل شد که بخشی از آن تجهیز و آماده‌سازی شده‌بود. از آن زمان با بهره‌برداری از فضاهای جدید به تدریج فعالیت‌های دانشگاه در ساختمان جدید متمرکز شد و امکانات بیشتری در این دانشگاه فراهم آمد.
از ویژگی‌های برجسته ساختمان دانشگاه صنعتی کرمانشاه، تأمین زیر ساخت‌های مناسب برای سیستم BMS (سامانه مدیریت ساختمان) و لحاظ‌شدن ضوابط مربوط به ساختمان سبز (مطابق استاندارد LEEd یا پیشرو در طراحی محیطی و انرژی) در طراحی معماری و تأسیسات این ساختمان می‌باشد.

## ادارهٔ دانشگاه

### هیئت امنا
یک هیئت امنای ۱۳ نفره بصورت مشترک ادارهٔ این دانشگاه را به همراه دانشگاه رازی کرمانشاه بر عهده دارد. اعضای کنونی هیئت امنای مشترک دانشگاه‌های صنعتی و رازی کرمانشاه به شرح زیر هستند.
| شماره | نام                     | سمت                                                                                |
| ----- | ----------------------- | ---------------------------------------------------------------------------------- |
| ۱     | محمدعلی زلفی گل         | وزیر علوم، تحقیقات و فناوری و رئیس هیئت امنا                                       |
| ۲     | محمدابراهیم اعلمی آل‌آقا | رئیس دانشگاه رازی و دبیر هیئت امنا                                                 |
| ۳     | عبدالرضا باقری          | قائم‌مقام وزیر و رئیس مرکز هیئت‌های امنا و هیئت‌های ممیزه                             |
| ۴     | علی‌اکبر اختری           | رئیس دانشگاه صنعتی کرمانشاه و عضو هیئت امنا                                        |
| ۵     | محمود محمدی عراقی       | نماینده مردم کرمانشاه در مجلس خبرگان رهبری و عضو هیئت امنا                         |
| ۶     | هوشنگ بازوند            | استاندار سابق کرمانشاه و عضو هیئت امنا                                             |
| ۷     | علی کرمانشاه            | عضو هیئت علمی دانشگاه صنعتی شریف و عضو هیئت امنای دانشگاه‌های رازی و صنعتی کرمانشاه |
| ۸     | مرتضی ممویی             | مشاور وزیر در امور هیئت امنا و رئیس کمیسیون دائمی هیئت امنا                        |
| ۹     | فریدون نوری‌خواه         | نماینده سازمان مدیریت و برنامه‌ریزی                                                 |
| ۱۰    | مجتبی شمسی‌پور           | عضو هیئت علمی دانشگاه رازی و عضو هیئت امنا                                         |
| ۱۱    | محمدحسین مقیمی          | عضو هیئت امنا                                                                      |
| ۱۲    | احمد ترک‌نژاد            | مدیرعامل شرکت ابتکار سازه ایرانیان و عضو هیئت امنا                                 |
| ۱۳    | رمضانعلی ابوزاده        | مسئول دبیرخانه هیئت امنا                                                           |

### رؤسای دانشگاه
رؤسای دانشگاه صنعتی کرمانشاه از بدو تأسیس تاکنون به شرح زیر بوده‌اند:
| شماره | نام و نام خانوادگی                        | رشتۀ تحصیلی         | تاریخ شروع | تاریخ خاتمه |
| ----- | ----------------------------------------- | ------------------- | ---------- | ----------- |
| ۱     | عبدالحمید پاپ‌زن (مسئول راه‌اندازی دانشگاه) | کشاورزی             | ۱۳۸۷/۱۱/۱۹ | ۱۳۸۹/۱۱/۲۶  |
| ۱     | عبدالحمید پاپ‌زن                           | کشاورزی             | ۱۳۸۹/۱۱/۲۶ | ۱۳۹۰/۰۸/۳۰  |
| ۲     | علیرضا دودمان‌تیپی (سرپرست)                | برق                 | ۱۳۹۰/۰۸/۳۰ | ۱۳۹۰/۰۹/۰۵  |
| ۳     | علی‌اکبر اختری                             | مهندسی عمران- عمران | ۱۳۹۰/۰۹/۰۵ | ۱۴۰۰/۰۸/۱۱  |
| ۴     | علیرضا دودمان‌تیپی                         | برق                 | ۱۴۰۰/۰۸/۱۱ | ۱۴۰۳/۱۲/۲۰  |
| ۵     | حامد رشیدی (سرپرست)                       | مهندسی شیمی         | ۱۴۰۳/۱۲/۲۰ |             |

## رشته‌ها
کارشناسی ارشد
1. مهندسی مکانیک - تبدیل انرژی
2. مهندسی مکانیک - طراحی کاربردی[۱۵]
3. مهندسی برق - سیستم‌های قدرت
4. مهندسی شیمی - فرآیندهای جداسازی
5. مهندسی برق - مدارهای مجتمع الکترونیک
6. مهندسی برق - افزاره‌های میکرو و نانوالکترونیک
7. مهندسی برق - الکترونیک قدرت و ماشین‌های الکتریکی

کارشناسی
1. علوم کامپیوتر
2. مهندسی برق
3. مهندسی صنایع
4. مهندسی عمران
5. مهندسی مکانیک
6. مهندسی شیمی
7. علوم مهندسی
8. مهندسی راه‌آهن
9. مهندسی کامپیوتر
10. فیزیک مهندسی

## دانشکده‌ها[۴]
- دانشکده انرژی
- دانشکده فناوری‌های نوین
- دانشکده مدیریت مهندسی
- دانشکده فناوری اطلاعات
- دانشکده مجازی

## وظایف امور بین الملل دانشگاه[۱۶]
- بررسی‌های مورد نیاز جهت شناخت وضعیت دانشگاه‌های کشورهای دیگر به‌ منظور تدوین برنامه‌های همکاری‌های علمی بین‌المللی
- انجام مسائل مربوط به عضویت دانشگاه در مجموعه‌های علمی و بین‌المللی
- بررسی و انعکاس دوره‌ها، نمایشگاه‌ها و جلسات علمی و بین‌المللی

- اجرای امور مربوط به دعوت کردن از شخصیت‌های علمی خارجی
- دعوت کردن از شخصیت‌های برجسته علمی بین‌المللی
- انجام امور مربوط به عقد تفاهم‌نامه‌ها، توافق‌نامه‌ها و قراردادهای همکاری آموزشی، پژوهشی و علمی با دانشگاه‌های خارجی
- انجام بررسی‌های لازم به منظور جلب همکاری شخصیت‌های علمی ایرانی مقیم در خارج کشور
- انجام امور مربوط به قبولی و دادن بورس و گذرنامه اتباع بیگانه واجد شرایط تحصیل در دانشگاه، در همکاری با وزارت امور خارجه و دیگر نهادهای مربوطه
- دادن نظر در مورد مأموریت‌های آموزشی و توزیع و اختصاص بورس‌ برای هیأت علمی دانشگاه
- حل و فصل مسائل مربوطه به برگزاری، نظارت، ارزیابی سمینارها و گردهمایی‌های علمی، منطقه‌ای و بین‌المللی در دانشگاه

## فعالیت‌ها و افتخارات[۴]
- کسب مقام اول در قسمت قدرت و حرکات تکنیکی ربات در مسابقات روبوکاپ آزاد ایران فروردین ۱۳۸۹
- کسب مقام دوم در بخش ربات‌های انسان نما (Humanoid) در مسابقات روبوکاپ آزاد ایران فروردین ۱۳۸۹
- کسب مقام سوم پنجمین دوره مسابقات کشوری ماشین‌های شیمیایی در بخش عملکرد اردیبهشت ۱۳۸۹
- کسب مقام سوم پنجمین دوره مسابقات کشوری ماشین‌های شیمیایی در بخش پوستر اردیبهشت ۱۳۸۹
- رتبه اول در لیگ روبوتیک، فوتبالیست (انسان نما) در مسابقات بین‌المللی دانشگاه امیرکبیر و جشنواره خوارزمی مهر ۱۳۸۹
- رتبه اول در لیگ ربوتیک، فوتبالیت (انسان نما) در مسابقات بین‌المللی دانشگاه امیرکبیر و جشنواره خوارزمی، در حرکات تکنیکی مهر ۱۳۸۹
- رتبهٔ اول در بخش پوستر خودروهای شیمیایی مهر ۱۳۸۹
- رتبهٔ چهارم در بخش عملکرد خودروهای شیمیایی مهر ۱۳۸۹
- کسب عنوان مرکز آموزش عالی برتر استان در سال ۱۳۹۰
- کسب عنوان مرکز آموزش عالی برتر استان در سال ۱۳۹۱
- کسب رتبه اول هفدهمین المپیاد مهندسی شیمی غرب کشور سال ۱۳۹۱
- کسب رتبه اول هجدهمین المپیاد مهندسی شیمی غرب کشور سال ۱۳۹۲
- کسب مقام اول هفته پژوهش و فناوری سال ۱۳۸۸ استان
- شرکت در جشنواره علم تا عمل تهران در سالهای ۹۰ و ۹۱ با بیش از ۱۰ طرح پژوهشی
- کسب مقام اول در دوازدهمین جشنواره جوان خوارزمی ۱۳۸۹
- برگزاری دومین همایش ملی سوخت، انرژی و محیط زیست (۱۳۸۹)، چهاردهمین کنفرانس دانشجویی برق ایران(۱۳۹۰)، کنفرانس مجازی منطقه‌ای مهندسی فناوری اطلاعات (۱۳۹۱)
- رتبه اول سرانه تعداد طرحهای پژوهشی درون دانشگاهی به پژوهشگر، و رتبه ۸ سرانه مقاله، ۲ سرانه دستاوردهای علمی – پژوهشی، و ۲ سهم مقاله‌های نمایه شده از کل مقاله‌ها (گزارش ۱۳۸۸)
- رتبه اول سرانه جوایز دریافت شده از جشنواره‌ها به پژوهشگر، و رتبه ۴ درسرانه مقاله، ۶ سرانه اختراع ثبت شده به پژوهشگر (گزارش ۱۳۸۹)
- کسب مقام دوم تیم کمیکار شهید نوروزی دانشگاه صنعتی کرمانشاه در یازدهمین دوره مسابقات ملی کمیکار در سال[۱۷]۱۳۹۵

- کسب رتبه تک رقمی در سهمیه و رتبه ۱۱ بدون سهمیه در کنکور ارشد سال ۱۳۹۷

- کسب چندین رتبه دو رقمی توسط دانشجویان دانشگاه در کنکور کارشناسی ارشد سال ۱۳۹۶

- کسب چندین رتبه دو رقمی توسط دانشجویان دانشگاه در کنکور کارشناسی ارشد سال ۹۵

## انتشارات دانشگاه صنعتی کرمانشاه
انتشارات دانشگاه صنعتی کرمانشاه از سال ۱۳۹۵ فعالتی خود را با چاپ و انتشار ۳ عنوان کتاب آغاز کرد و در سال‌های بعد نیز عناوین بیشتری را به چاپ رساند.

## نیروگاه خورشیدی دانشگاه
بخشی از برق مصرفی دانشگاه صنعتی کرمانشاه توسط نیروگاه خورشیدی این دانشگاه تأمین می‌شود که با ظرفیت ۵۴۰ کیلووات (نیم مگاوات) در مساحت ۵ هزار متر مربع در سال ۱۴۰۲ ساخته و در ۵ خرداد ۱۴۰۳ افتتاح شده‌است. ظرفیت این نیروگاه بیشتر از نیاز فعلی دانشگاه صنعتی کرمانشاه به میزان حدود ۲۰۰ کیلووات مصرف است. با این وجود قرار است فاز توسعه‌ای این نیروگاه در آینده به بهره‌برداری برسد و تولید برق در این دانشگاه به ۱/۱ مگاوات افزایش پیدا کند.